# پاغاغبیور
پاغاغبیور (به ارمنی: Պաղաղբյուր) یک شهر در ارمنستان است که در استان لوری واقع شده‌است.  در  کیلومتری شمال وانادزور، مرکز استان لوری واقع شده است.

## خصوصیات
پاغاغبیور  ۱۳۳ نفر 
جمعیت دارد و در ارتفاع  متر بالاتر از سطح دریا قرار گرفته است.